# Michael Buchanan
Michael Buchanan (Homewood, 24 gennaio 1991) è un giocatore di football americano statunitense che gioca nel ruolo di outside linebacker per i New England Patriots della National Football League (NFL). Fu scelto nel corso del settimo giro (226º assoluto) del Draft NFL 2013 dai Patriots. Al college ha giocato a football all’Università dell'Illinois.

## Carriera professionistica

### New England Patriots
Buchanan fu scelto nel corso del settimo giro del Draft 2013 dai New England Patriots. Nella settimana 2 contro i New York Jets mise a segno il suo primo sack su Geno Smith. La sua annata da rookie si concluse con 9 tackle in 15 presenze, nessuna delle quali come titolare. L'anno successivo trovò meno spazio, disputando sole tre gare.

## Palmarès

### Franchigia
- Super Bowl : 1

New England Patriots: XLIX
- American Football Conference Championship: 1

New England Patriots: 2014

## Statistiche
| Partite totali      | 18  |
| Partite da titolare | 0   |
| Tackle              | 11  |
| Sack                | 2,0 |
| Intercetti          | 0   |

Statistiche aggiornate alla stagione 2014